# Salisburgo
Salisburgo (in tedesco Salzburg, AFI: [ˈzalt͡sˌbʊʁk] ; in austro-bavarese Soizbuag) è una città di 154211 abitanti (2019) dell'Austria centro-settentrionale circa 300 km ad ovest di Vienna.
La città è conosciuta nel mondo per la sua architettura barocca affine allo stile italiano, per il suo legame con la musica – diede i natali a Mozart ed è ancora oggi sede di grandi manifestazioni musicali – e con le Alpi. Salisburgo è Patrimonio dell'umanità dell'UNESCO.
È inoltre un centro industriale con, principalmente, industrie alimentari (si pensi alla Red Bull), chimiche e tessili. La città riscosse inoltre molta popolarità quando nel 1964 fu girato il musical Tutti insieme appassionatamente con protagonisti Julie Andrews e Christopher Plummer, nel quale risaltano le piazze del centro storico ed il paesaggio alpino circostante.

## Geografia fisica

### Posizione
La città è situata sulle rive del fiume Salzach ai confini settentrionali delle Alpi e dell'Austria (infatti confina con il comune tedesco di Freilassing). Le cime dei monti a sud della città contrastano inoltre con le dolci pianure del nord. Il massiccio alpino più vicino, l'Untersberg (1.972 m), è a pochi chilometri dal centro cittadino.
Il centro cittadino, chiamato la Città Vecchia, è dominato dalle torri e dalle cupole barocche delle chiese e dai fastosi palazzi. Salisburgo è circondata da due piccole montagne, il Kapuzinerberg e il Mönchsberg. Su quest'ultima è stata costruita un'imponente fortezza (Hohensalzburg) in pietra bianca, cinta da grossi bastioni.
Questa fortezza, in cui si rifugiavano i vescovi in tempi di pericolo, per lungo tempo è risultata inespugnabile.
Oggi vi si può accedere a piedi o mediante una funicolare.

### Quartieri
Salisburgo è suddivisa in 24 quartieri, e 3 Landschaftsräume tra i quali:
- Aigen
- Altstadt
- Andrä Viertel
- Elisabeth Vorstadt
- Gneis
- Gnigl
- Herrnau
- Itzling
- Langwied
- Lehen
- Leopoldskron-Moos

- Liefering
- Maxglan
- Morzg
- Neustadt
- Nonntal
- Parsch
- Riedenburg
- Sam
- Schallmoos
- Taxham

## Storia

### Origini, Impero Romano e Medioevo

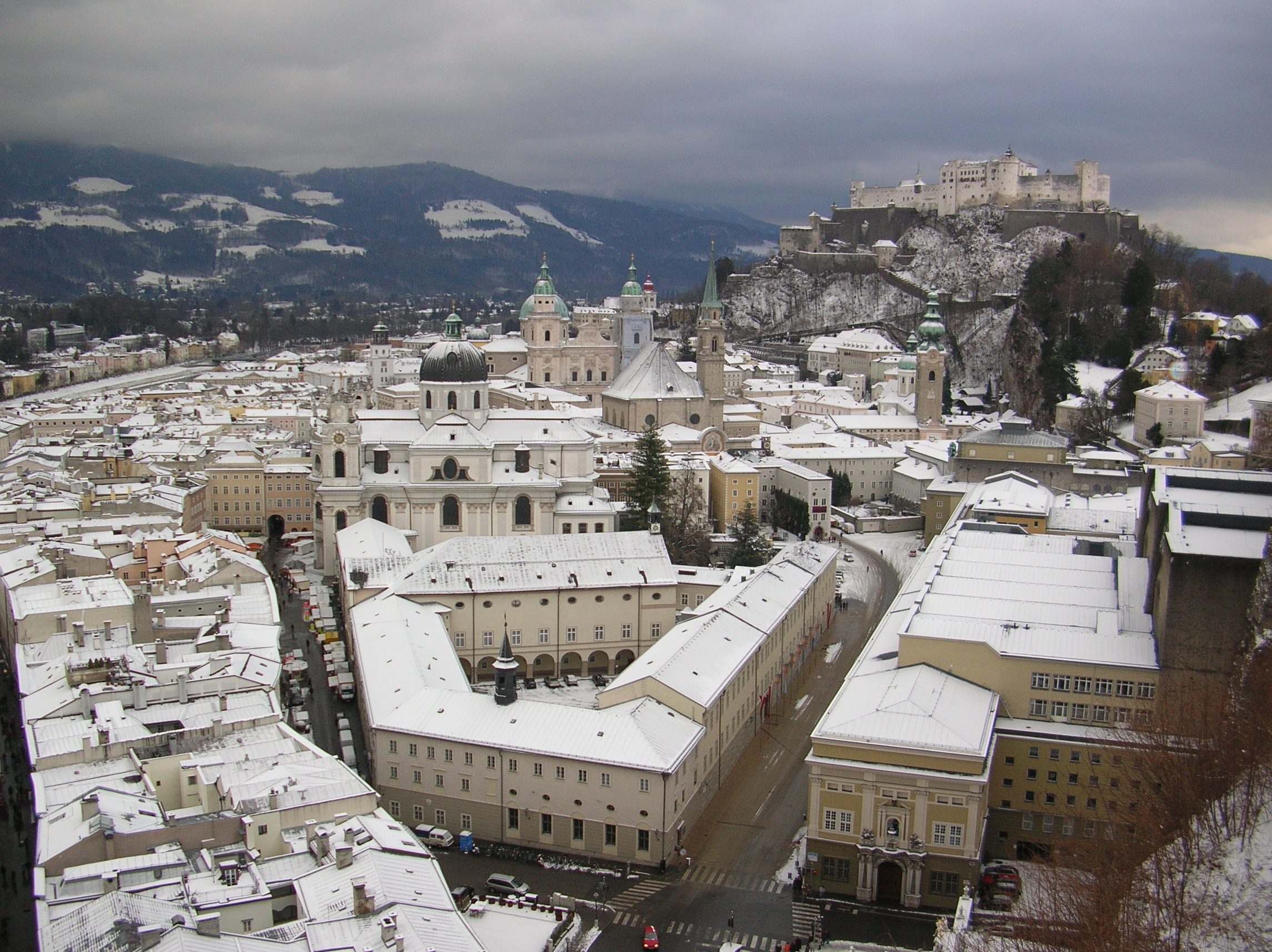
Veduta invernale del centro storico

Tracce di molti insediamenti nell'area dell'attuale Salisburgo sono state documentate fino dal Neolitico; si pensa divenne in seguito un accampamento celtico.
A partire dal 15 a.C. le piccole comunità confluiscono nel centro abitato, passato nel frattempo ai Romani, sulle rive del fiume Salzach, chiamato Iuvavum, che nel 45 d.C. ottiene diritti di municipalità.
Iuvavum divenne un'importante città romana della provincia del Noricum.
Intorno al 450 ci sono testimonianze della fondazione di un monastero da parte di San Severino. Proprio la presenza della cristianità fece sì che qualche secolo più tardi, nel 699, il vescovo san Ruperto ricevesse in dono il centro dal Duca di Baviera con lo scopo di rievangelizzare tutto il territorio, egli fondò l'abbazia di San Pietro, il monastero più antico di tutta l'area germanica, che costituì il nucleo intorno al quale venne costruita la città di Salisburgo; non lontano dal monastero maschile sorse anche quello femminile, l'abbazia di Nonnberg.
Il nome "Salzburg" (Salisburgo) per riconoscere la città viene nominato per la prima volta nel 755 e deriva dall'economia portante della città, l'estrazione di sale dalle miniere di salgemma delle vicine montagne, collegate alla città dal fiume Salzach.
Salzburg in tedesco significa letteralmente "borgo del sale" e lo stesso fiume che attraversa la città ha un significato affine a "via del sale".
Nel 739 Salisburgo diviene diocesi per opera di San Bonifacio, con competenze anche della Baviera. Il 20 aprile 798 Papa Leone III con il vescovo Arno la nomina Arcidiocesi dietro richiesta del re dei Franchi Carlo Magno. Come provincia della Chiesa comprendeva quasi tutto il territorio della Baviera e gran parte dell'odierna Austria.
Nel 1077 inizia la costruzione, da parte dell'arcivescovo Gebhard von Helfenstein, del fortilizio che diverrà nel corso dei secoli la fortezza di Hohensalzburg ("Alta Salisburgo"). Nel 1166 l'imperatore Federico Barbarossa mette al bando l'arcivescovado, in quanto l'arcivescovo Corrado II è subentrato al comando della Signoria di Salisburgo. Un anno più tardi la città viene distrutta quasi completamente da un incendio provocato dai fautori della causa imperiale.
Negli anni 1200-1246 l'arcivescovo Eberardo di Truchsees, esponente di spicco del partito dell'imperatore, riesce a costruire un'area sotto l'esclusivo controllo arcivescovile, quasi fosse un principato religioso. Tuttavia dal 1278 il suo arcivescovo ha la dignità di principe dell'impero (Fürstentum und Erzstift Salzburg) e di legato pontificio per la Germania con la progressiva nascita di un potere temporale su molti territori della diocesi.
Un secolo più tardi (1348) la peste nera uccide quasi un terzo della popolazione cittadina. Verso la fine del XIV secolo la città ed il principato si rendono definitivamente indipendenti dalla Baviera.

### Storia moderna

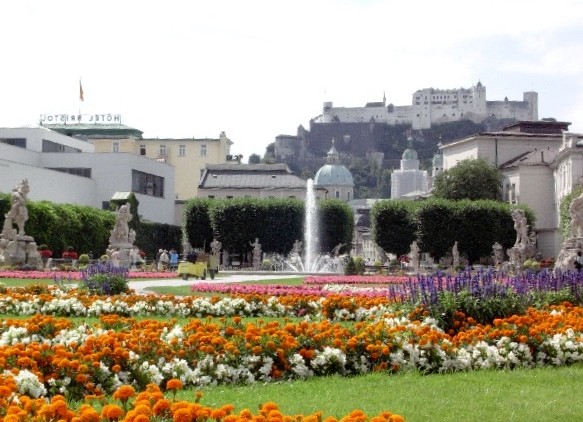
Hohensalzburg

Nel 1481 l'imperatore Federico III garantì alla città di Salisburgo il diritto di libera scelta del consiglio cittadino e del borgomastro. Nel 1511 l'arcivescovo Leonhard von Keutschach dirime con la violenza la controversia che lo contrapponeva alla città: imprigiona borgomastro e consiglio cittadino e priva la città dei suoi privilegi. Nel 1525 scoppiò la cosiddetta "Guerra dei Contadini di Salisburgo". I rivoltosi occuparono la cittadella della Residenza e assediarono per tre mesi l'arcivescovo, trincerato nella fortezza di Hohensalzburg.
Nei decenni successivi al 1600 la città venne profondamente trasformata secondo il barocco dagli arcivescovi Wolf Dietrich von Raitenau, Markus Sittikus Conte di Hohenems e Paride Lodron. Quest'ultimo riuscì inoltre a mantenere la città fuori dalla guerra dei trent'anni, grazie alla sua politica di neutralità.
I suoi arcivescovi reprimono energicamente i vari tentativi di riforma protestante e molte famiglie di tale fede sono allontanate dallo stato.
Tra il 1675 e il 1690 si svolsero nella città una serie di processi per stregoneria noti come processo alle streghe di Salisburgo. La caccia alle streghe portò alla condanna a morte di 139 persone; i processi rimangono d'interesse storico per il singolare fatto che le vittime furono prevalentemente di sesso maschile anziché femminile. Nel 1731 l'arcivescovo Leopold Anton Firmian emanò la cosiddetta "Patente di Emigrazione", per i cui effetti oltre 20.000 protestanti salisburghesi dovettero abbandonare la loro patria su una popolazione di circa 200.000 abitanti. Nel 1739 molti di questi emigrati fondarono insieme a numerosi svizzeri la città di Augusta in Georgia (Stati Uniti d'America).
Wolfgang Amadeus Mozart nacque a Salisburgo nel 1756. Negli anni dal 1769 al 1781 rimase al servizio degli arcivescovi della città. 
Dal 1772 al 1803, durante la reggenza dell'arcivescovo Hieronymus Conte Colloredo, Salisburgo fu il centro di un tardo Illuminismo. Il sistema scolastico venne riformato secondo l'esempio austriaco, e numerosi artisti e scienziati vennero convocati in città.

Il principato era costituito da vari distretti amministrativi: Salzgau (Salisburgo), Salzach (Tittmoning), Bischofshofen, Pongau (Rastadt), Pinzgau (Zell), Lungau (Mauterndorf), Zill (Mayrhofen), Saalachertal (Saalfelden), e le varie exclaves di Lauffen, Mühldorf am Inn, castello di Lavant in Carinzia, Altötting, Millstadt nella valle della Drava, Liebnitz in Stiria, Freisach, Landsberg Feldkirchen.
L'arcivescovo era con l'arciduca d'Austria co-direttore del circolo imperiale dell'Austria e aveva il diritto di nominare il vescovo della diocesi di Chiemsee che ne era quindi vassallo.
Il potere temporale dei vescovi venne abolito con l'ultima seduta (1803) del Sacro Romano Impero della Nazione Germanica, e dunque anche quello degli arcivescovi salisburghesi. Il Principato secolarizzato di Salisburgo venne così concesso nello stesso anno al Granduca Ferdinando III di Toscana, e nel 1805 passò all'Austria assieme a Berchtesgaden. Nel 1810 tornò alla Baviera, e nel 1816, a seguito del Congresso di Vienna, senza Berchtesgaden e il Flachgau occidentale rientrò nei territori austriaci come parte dell'Alta Austria. Nel 1850 Salisburgo, che fino ad allora dipendeva da Linz, divenne territorio indipendente della corona d'Austria.

### Il XX secolo

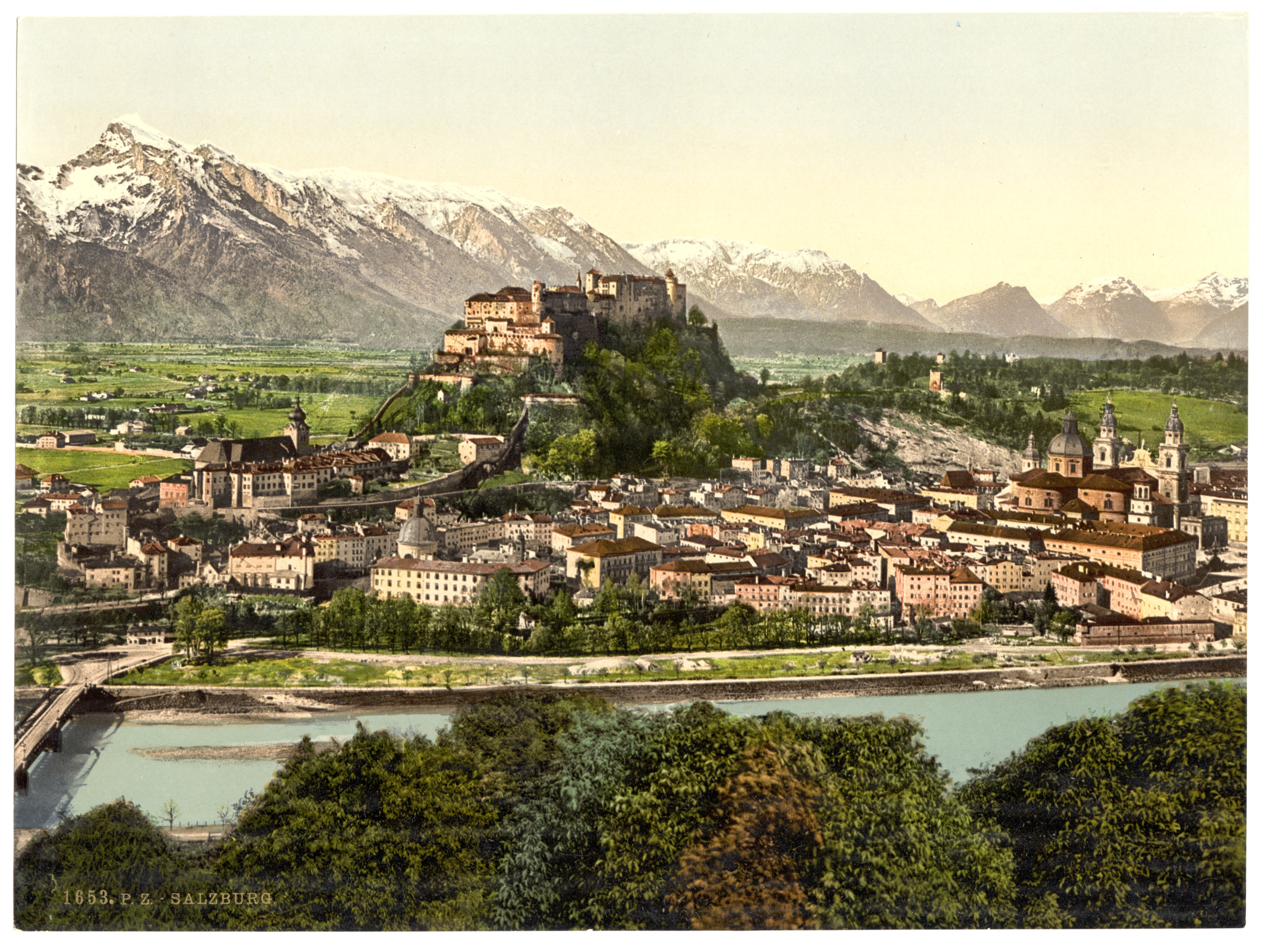
Salisburgo dal Kapuzinerberg tra il 1890 e il 1900

Nel 1921, dopo la fine della prima guerra mondiale dell'Impero austriaco, vinsero i no al referendum sull'annessione alla Germania.
Nel giorno 13 marzo 1938 Salisburgo vede l'ingresso delle truppe tedesche, in seguito alla scelta di Adolf Hitler di annettere l'Austria al territorio tedesco. È l'Anschluss, e l'inizio degli anni più cupi della città barocca.
Il 10 aprile 1938 è uno dei giorni più bui della storia moderna salisburghese: referendum sull'annessione forzata alla Germania, rogo dei libri sulla piazza della Residenza; arresto dei cittadini ebrei e degli oppositori politici; distruzione della sinagoga. Nel 1942 si ha l'istituzione di alcuni lager per i prigionieri di guerra sovietici e di altre nazionalità, sia in città che a St. Johann (Markt Pongau) e un anno più tardi il dirigente nazista Scheel fa costruire un rifugio antiaereo nella montagna cittadina.

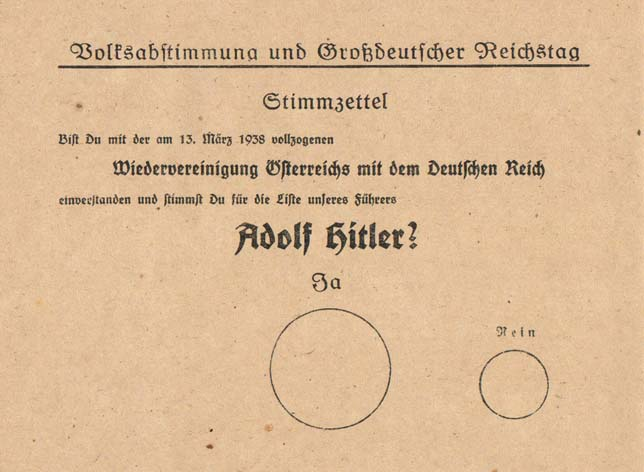
La scheda di voto del referendum del 1938

Nel corso della seconda guerra mondiale, 15 bombardamenti di aerei americani vengono effettuati su Salisburgo. Il 46% degli obiettivi sono distrutti o danneggiati, con 7600 abitazioni, 14.563 sfollati e oltre 550 morti. Viene colpita soprattutto l'area della stazione, ma anche il centro, con la cupola del Duomo e l'abitazione di Mozart. Attacchi aerei anche su Grödig, Hallein, Bischofshofen, Schwarzach.
Il 4 maggio 1945 fecero ingresso le truppe americane dopo la resa incruenta della città a opera del Maggiore Lepperdinger. Gli americani insediano il sindaco Richard Hildmann, Adolf Schemel come presidente del Land (regione). Fondazione dei partiti politici SPÖ, ÖVP e KPÖ; un'ondata di fuggiaschi (tedeschi, ebrei, soldati in fuga) si rifugia a Salisburgo, e viene ospitata in baracche, nei campi di prigionia e alloggi d'emergenza. Internamento dei nazisti nel Lager Glasenbach.
L'11 agosto 1945 ci fu la prima edizione del festival di Salisburgo del dopoguerra. Il 26 settembre conferenza dei Länder austriaci, Salisburgo è il primo Land a volere la ricostituzione della repubblica austriaca e per il riconoscimento del governo di Renner a Vienna. Salisburgo e l'Alta Austria costituiscono la zona d'occupazione americana in Austria, la sede del comando è nella città. Nelle prime settimane molti edifici vengono abbattuti dalle truppe d'occupazione, che esercitano il controllo totale, ma presto si passa a una cooperazione con i governanti locali. Esclusi episodi sporadici, la convivenza fra la popolazione e le truppe americane non presenta attriti di sorta. Importanti aiuti finanziari (piano Marshall), ma anche le spese personali degli occupanti portano ad una rapida ripresa economica, e danno a Salisburgo il nomignolo "Occidente Dorato", usato soprattutto nell'Austria orientale.

## Cultura e luoghi d'interesse turistico

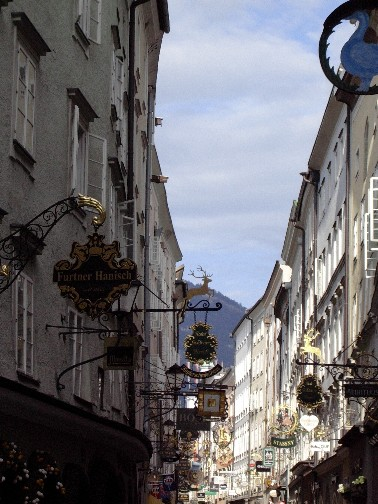
Getreidegasse

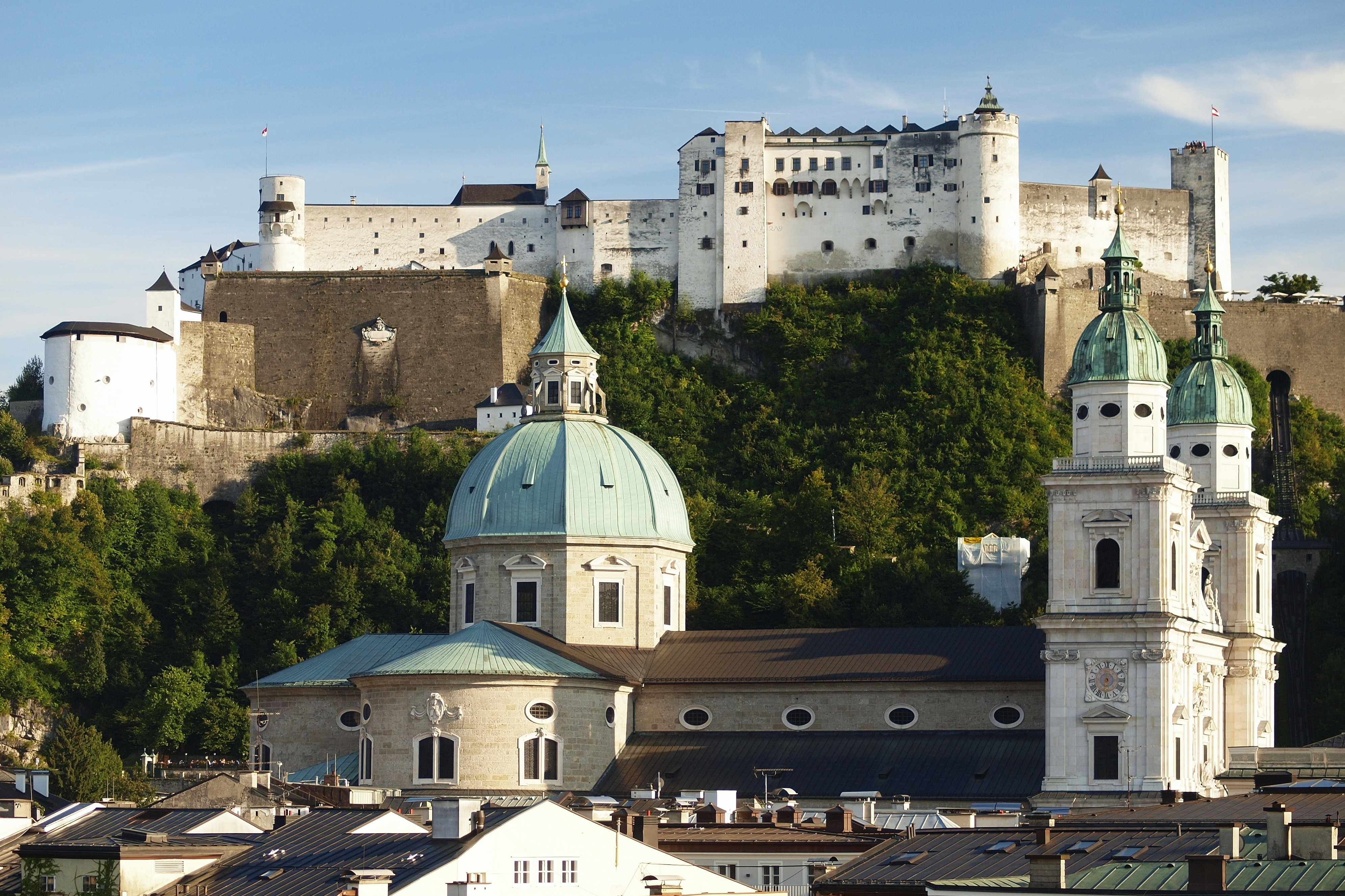
Veduta col Duomo e la Fortezza.

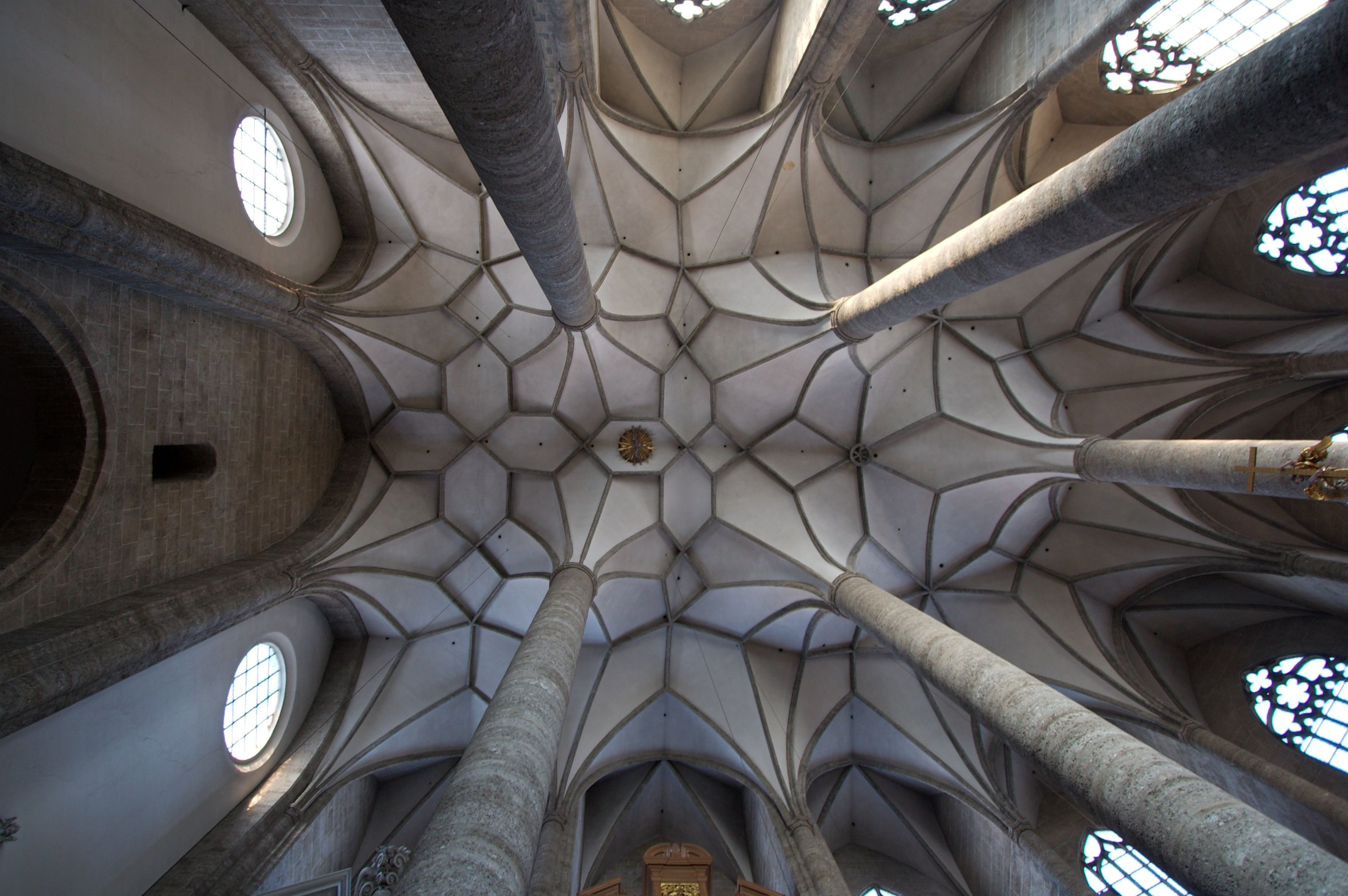
La volta stellare della Chiesa dei Francescani.

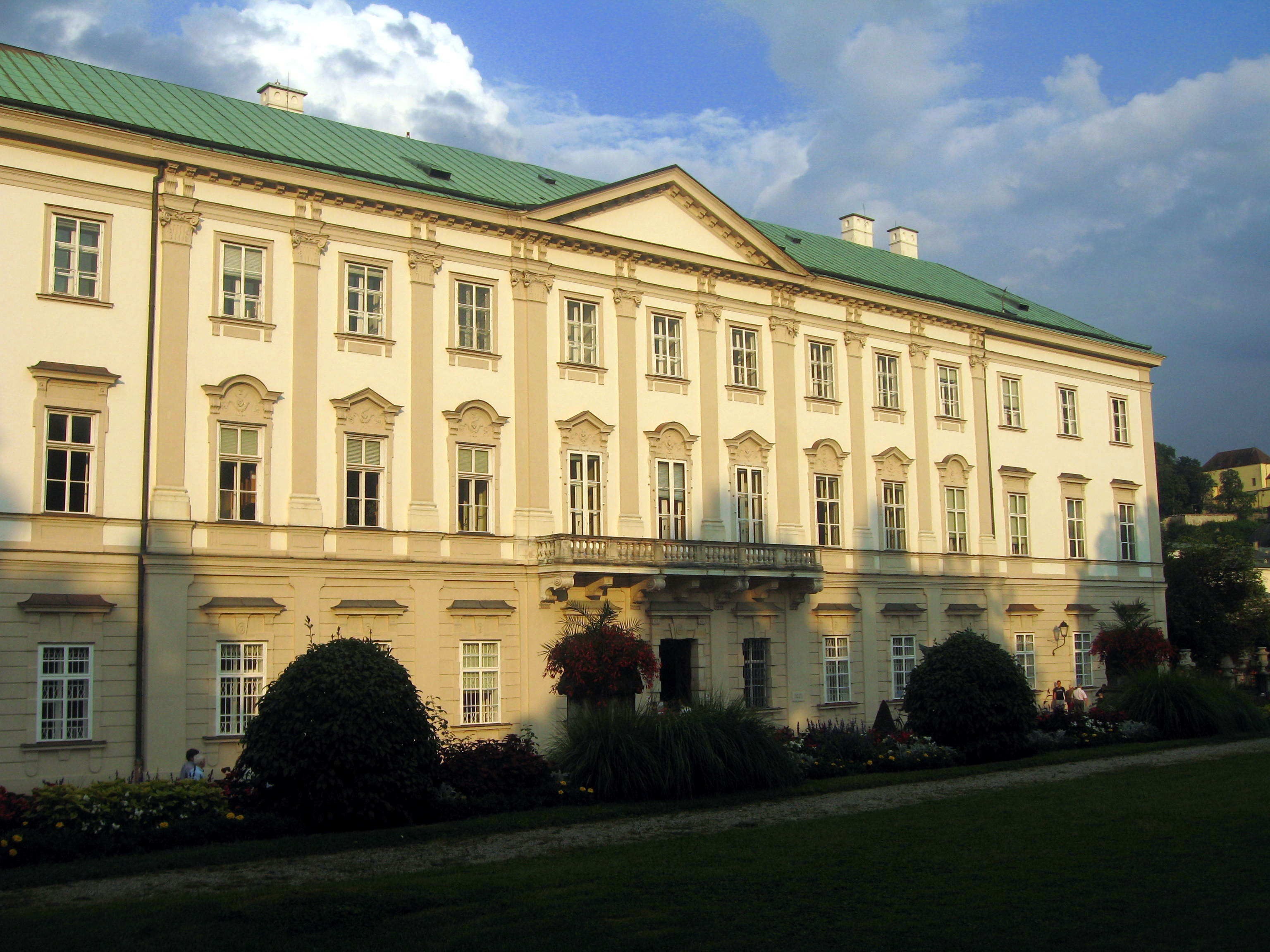
Il Castello di Mirabell.

Lo splendore culturale e artistico di Salisburgo si deve in buona parte agli interessi dei vescovi principi che ressero le sorti cittadine tra il XVI e il XVII secolo.
Il primo di essi fu il vescovo principe Wolf Dietrich von Raitenau, che molto fece per l'arte e ben poco per la fede, tanto da essere malvisto a Roma negli ambienti vaticani. Molto che include l'ordine di appiccare due incendi che provvidenzialmente distrussero alcune zone della città lasciando campo libero alla costruzione del Duomo e della Residenz, il fastoso palazzo vescovile.
Figlio di una De' Medici, il vescovo era cresciuto a Roma alla corte papale e il suo passatempo preferito era disegnare paesaggi e architetture italiane: appena salito al potere ecco quindi la grande richiesta di orafi, artigiani, scultori ed architetti italiani che arrivarono in questa città e la cosparsero di cantieri. Per la sua concubina (Salomè Von Alt, dalla quale ebbe 15 figli) il vescovo ordinò la costruzione dello splendido castello di Mirabell appena fuori Salisburgo. Von Raitenau fu fermato da Massimiliano di Baviera, con l'appoggio del papa, processato per eresia e condannato al rogo.
Salito al potere il nipote di Von Raitenau, il vescovo principe Markus Sitticus von Hohenems continuò nell'opera iniziata dallo zio, incaricando Santino Solari di completare il duomo e facendosi committente di una reggia extraurbana, l'Hellbrunn ("fontechiara"), circondata da splendidi giardini all'italiana, fontane, giochi d'acqua e uno zoo, ancora oggi attivo e molto visitato.
La Città Vecchia presenta il suo tipico carattere gotico di impronta nordica, contemporaneamente allo splendente barocco di chiara ispirazione italiana. Salisburgo e il suo centro cittadino sono stati inseriti dall'UNESCO il 5 dicembre 1996 nella lista dei patrimoni dell'umanità.

### Architetture religiose
- Cattedrale dei Santi Ruperto e Virgilio (Salzburger Dom) è l'esempio più fulgido: di origini romaniche (terminata nel 744) fu distrutta da un incendio nel XVI secolo, ricostruita in 14 anni, dal 1614 al 1628 da Vincenzo Scamozzi e da Santino Solari e affrescata dal religioso pittore dei Servi di Maria Donato Arsenio Mascagni.
- Abbazia di San Pietro (Sankt Peter Erzabtei) è un grande complesso benedettino fondato intorno al 696 da san Ruperto, eretto in stile romanico nel XII secolo e fastosamente barocchizzata nel XVIII secolo.
- Petersfriedhof, un caratteristico cimitero che sorge nei pressi dell'abbazia di San Pietro.
- Chiesa dei Francescani (Franziskanerkirche) apparse in alcuni documenti dell'VIII secolo, nel XIII venne innalzata una basilica romanica. Ampliata in stile gotico, vide erezione del coro, capolavoro stilistico della regione; poi in parte barocchizzata.
- Chiesa di Sant'Erardo (Erhardkirche) sorse come cappella gotica, e venne rifatta nella forma attuale a pianta centrale con cupola e campanili gemelli, nel 1685-89 da Giovanni Gaspare Zuccalli.
- Chiesa della Trinità (Dreifaltigkeitskirche) venne eretta in stile barocco tra il 1694 e il 1702 da Johann Bernhard Fischer von Erlach che previde una pianta centrale su una cupola ovale e due campanili gemelli affiancanti una facciata concava. Fu il suo primo edificio a Salisburgo.
- Kollegienkirche, o Chiesa dell'Università, venne eretta da Johann Bernhard Fischer von Erlach fra il 1694 e il 1707. Costituisce uno dei più significativi esempi del barocco austriaco[4].
- Abbazia di Nonnberg, sorge vicino alla fortezza e venne fondata intorno al 714 da san Ruperto, è il monastero femminile più antico delle nazioni di lingua tedesca. Semidistrutta da un incendio nel 1423 venne ricostruita fra il 1464 ed il 1509.
- Chiesa di San Biagio

### Architetture civili
- Fortezza di Salisburgo (Hohensalzburg) è fortilizio voluto nel 1077 da un vescovo, fu ampliata (1495-1519) in seguito fino a renderla autosufficiente, una cittadella armata pronta a difendere la città e il suo vescovo. Alla fine del XIX secolo venne collegata alla città da una funicolare estremamente caratteristica. Ad oggi risulta essere la fortezza più grande ancora intatta d'Europa. Particolarmente degne di interesse sono le camere medievali del principe e il museo della fortezza;
- Residenza del Principe Arcivescovo, fastoso palazzo barocco sede del potere e dei regnanti per centinaia di anni.
- Getreidegasse ("Vicolo delle granaglie") è una tipica strada cittadina, famosa per la selva di antiche insegne commerciali e la casa natale di Mozart.
- Castello di Mirabell (Schloss Mirabell) venne eretto a partire dal 1606 per volere dell'allora arcivescovo di Salisburgo, Wolf Dietrich von Raitenau, il quale lo costruì al di fuori delle mura originarie della città per l'amante Salomé Alt che qui si trasferì con i 15 figli avuti dal prelato[3]. Tra il 1710 ed il 1727 il castello venne ampliato dal famoso architetto Johann Lucas von Hildebrandt.
- Franziskischlössl, edificio fortificato voluto dall'Arcivescovo di Salisburgo Paride Lodron per la difesa della città all'epoca della Guerra dei trent'anni.
- Castello di Herrnau, (Schloss Herrnau)

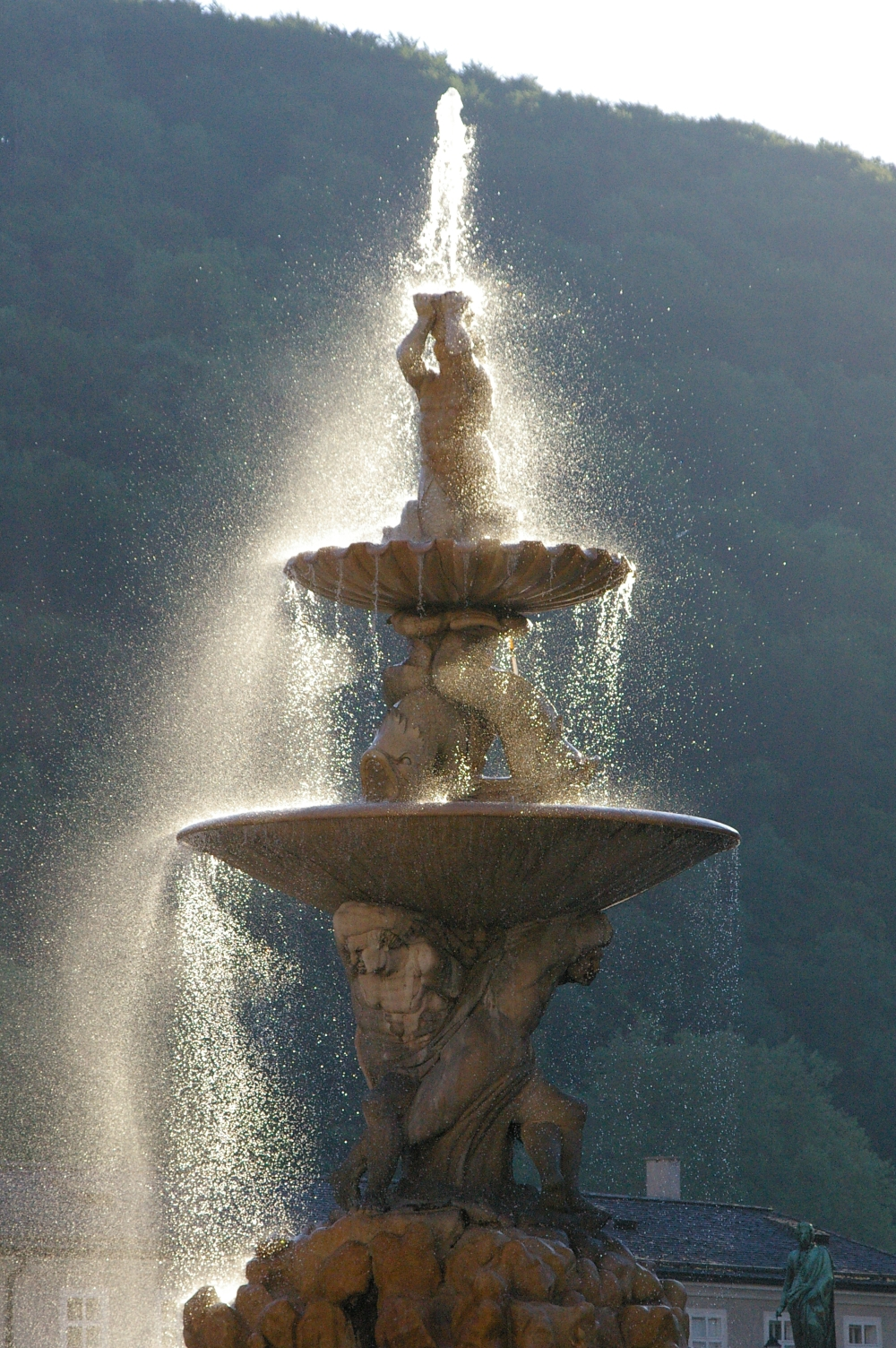
Fontana nella piazza della Residenz (realizzata da Giovanni Antonio Dario)
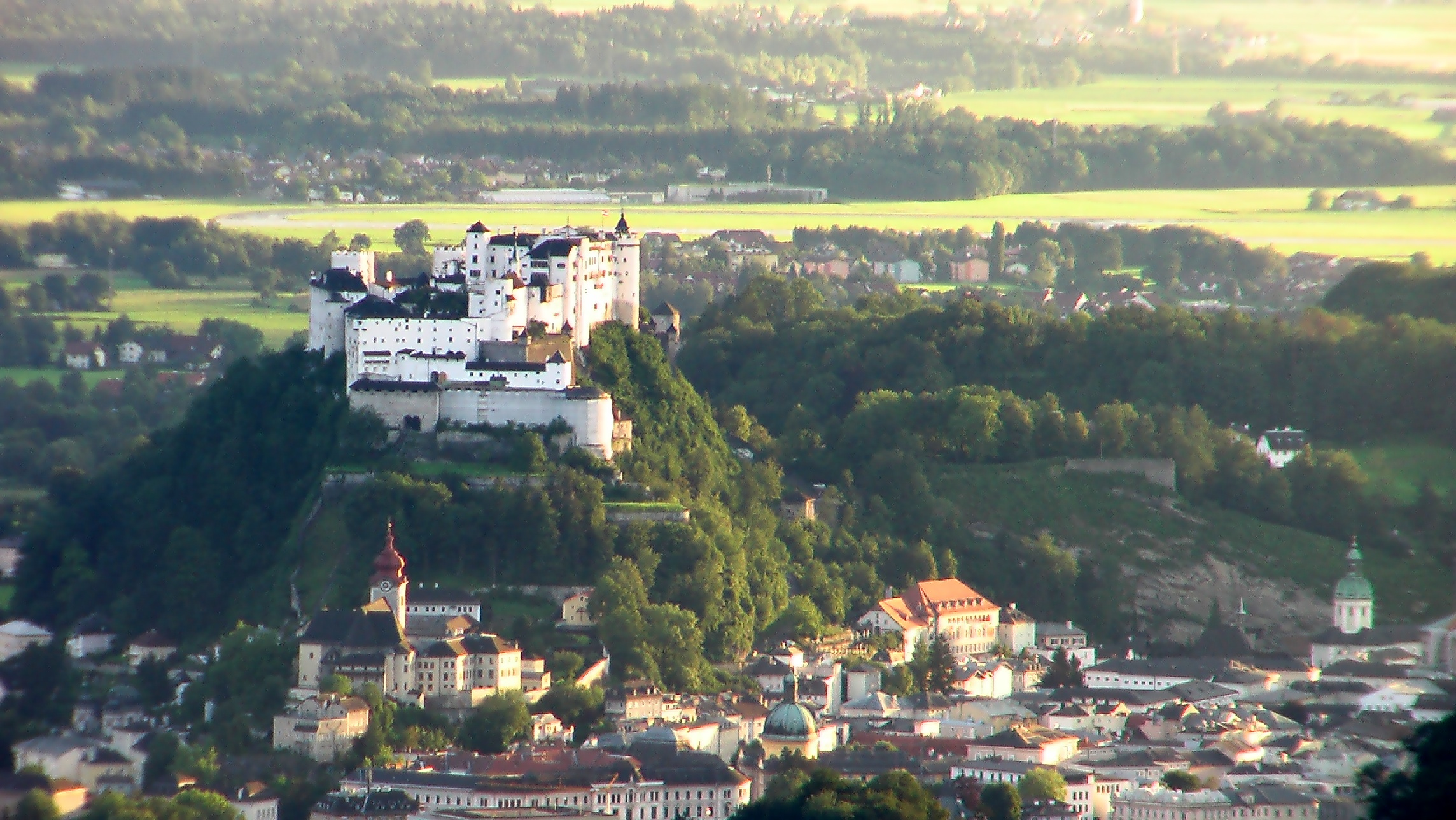
Hohensalzburg
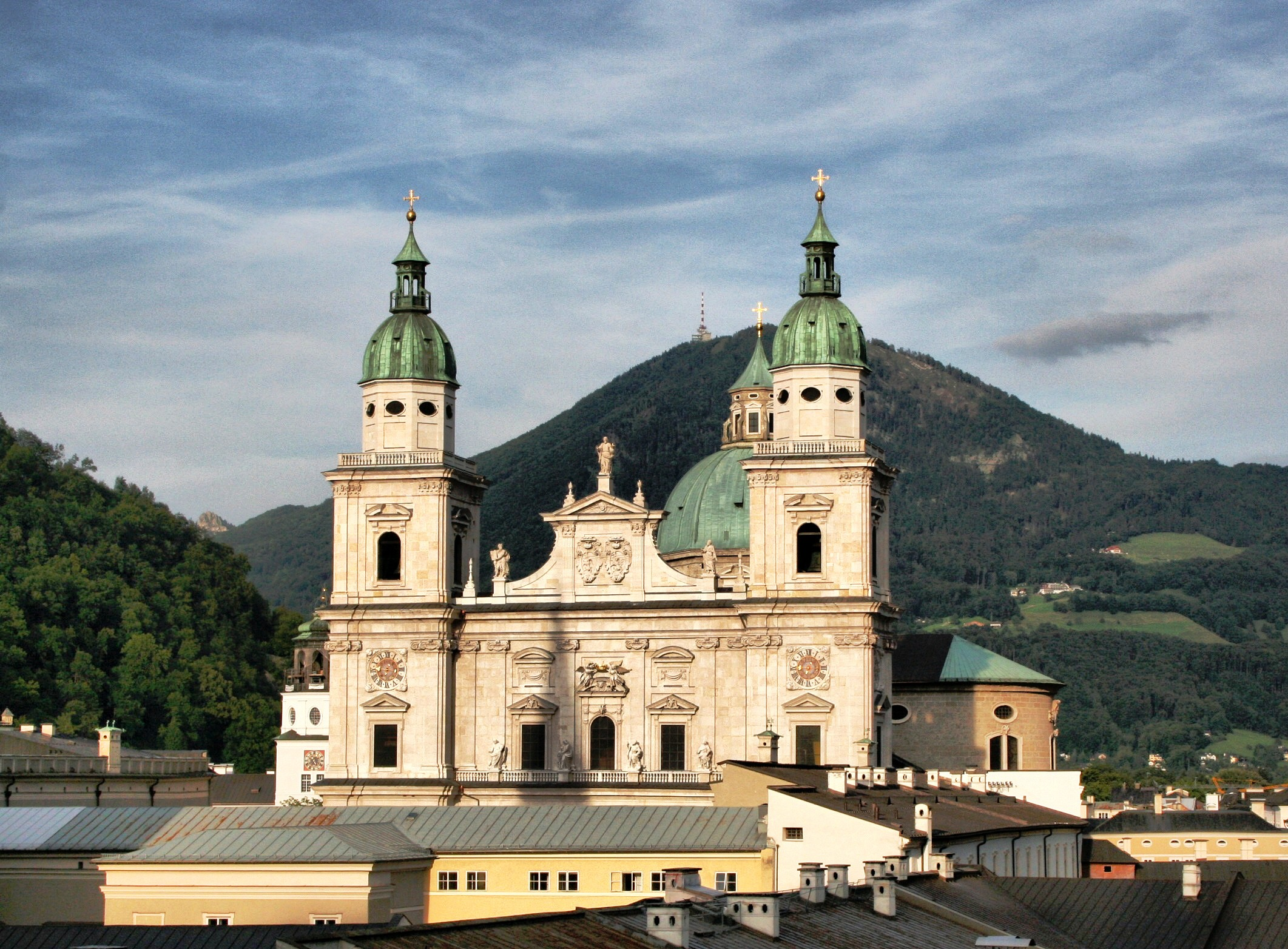
Il Duomo.
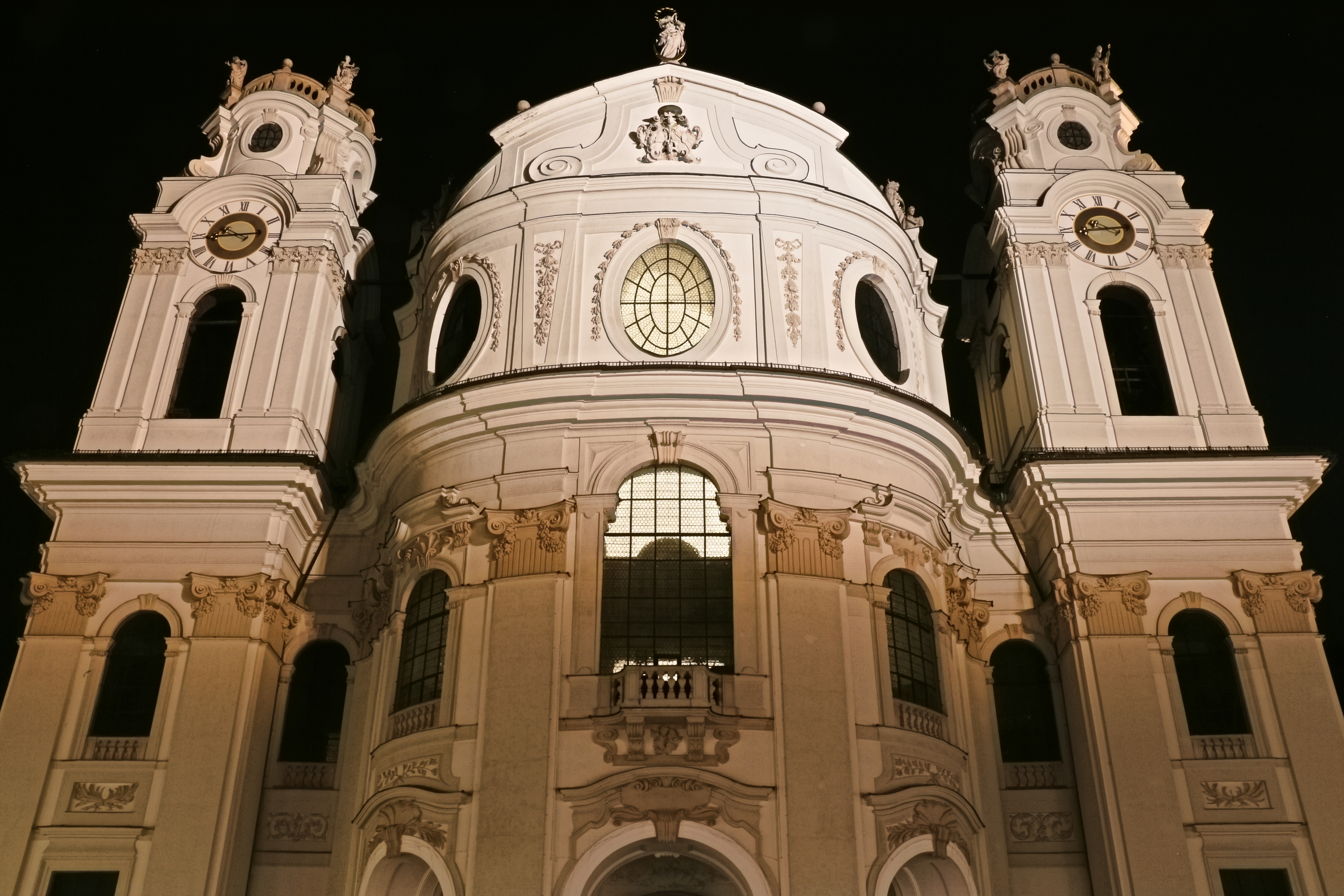
La Kollegienkirche.
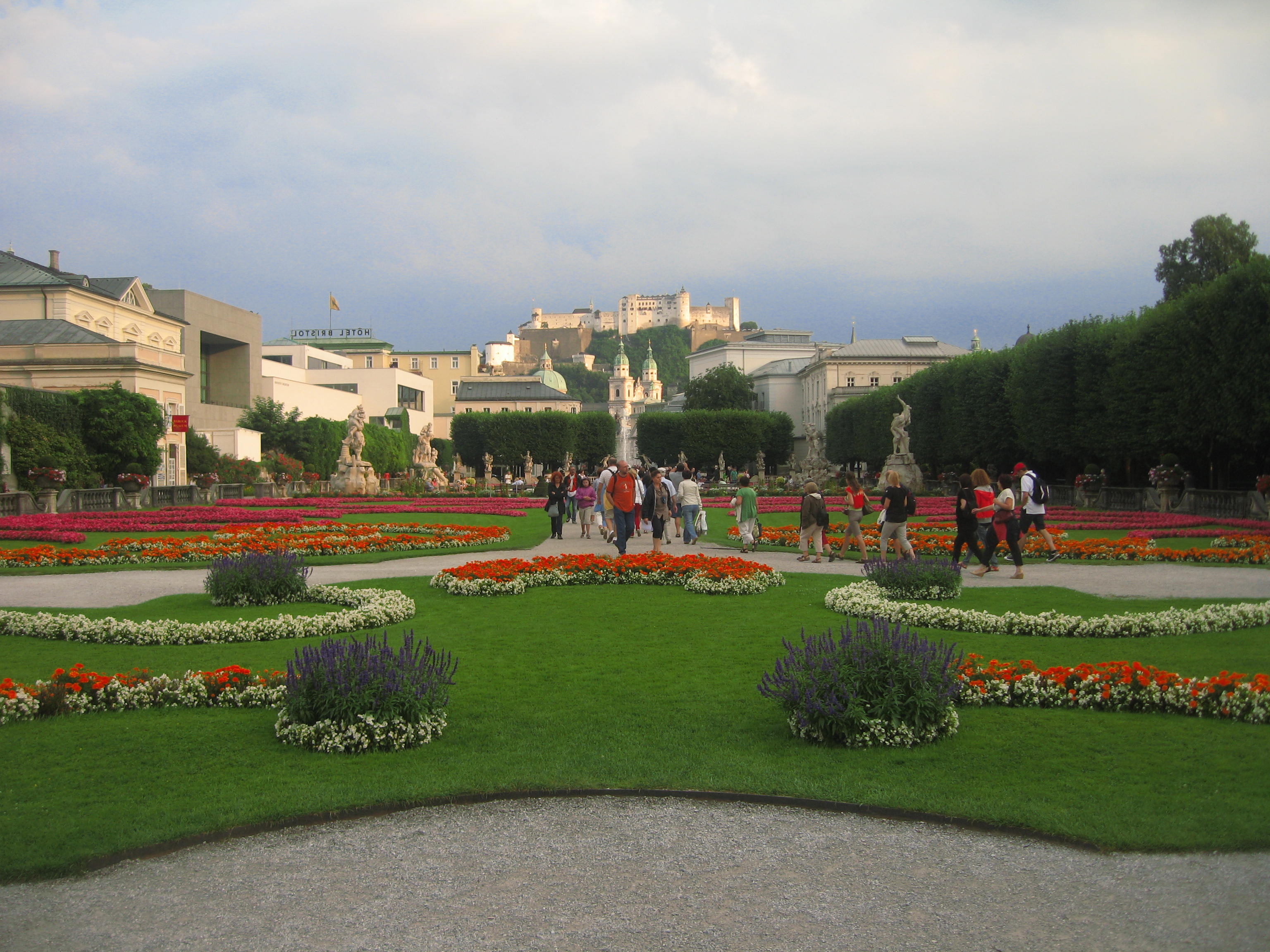
La fortezza vista dal castello di Mirabell
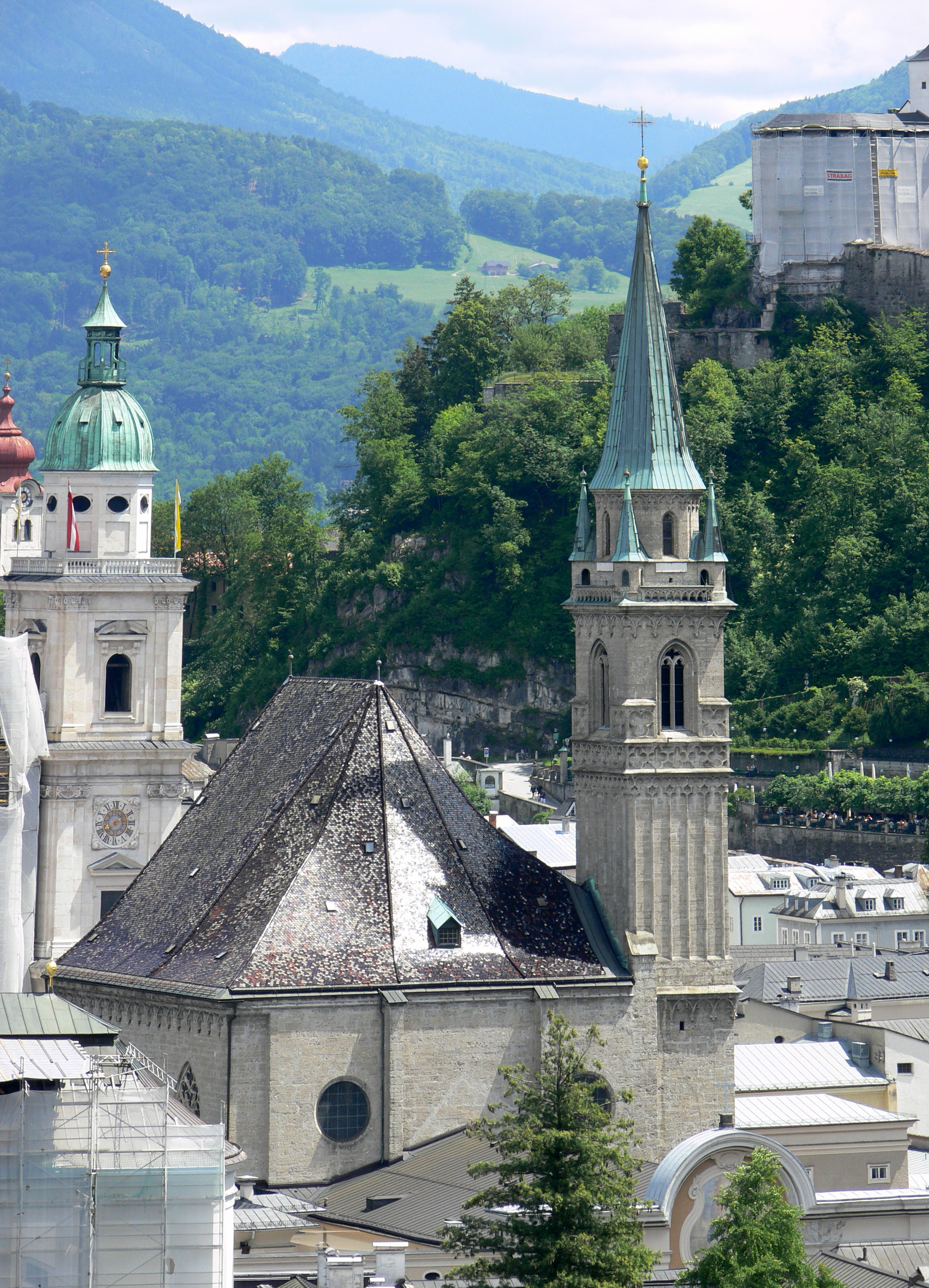
La Franziskanerkirche

### Salisburgo e la musica

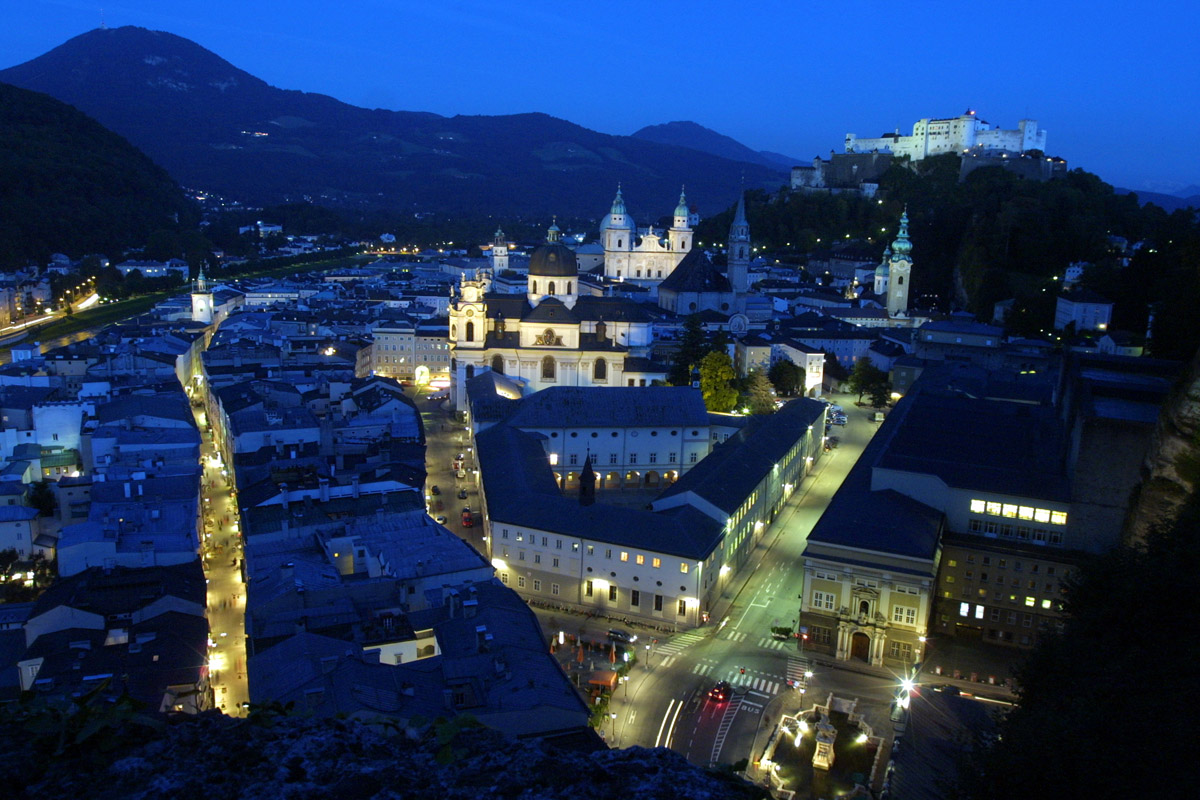
Veduta notturna della città dal Mönchsberg

Non bisogna dimenticare che Salisburgo è la città che ha dato i natali a Wolfgang Amadeus Mozart che, seppur non la avesse mai amata (scrisse in una lettera: "Tengo molto poco a Salisburgo e ancor meno al suo arcivescovo"), riceve ancora oggi grandissimi onori. Intitolato a lui è il Mozarteum, una tra le più rinomate accademie di musica dell'Austria e dell'Europa intera, che dedica annualmente grandi manifestazioni in onore del compositore.

### Teatri
- Salzburger Landestheater[5]
- Salzburger Festspiele (Großes Festspielhaus, Haus für Mozart, Felsenreitschule,...)[6]
- Literaturhaus[7]
- ARGEkultur[8]
- OFF Theater[9]
- Schauspielhaus[10]
- Kleines Theater[11]
- Toihaus[12]
- Salzburger Marionettentheater[13]
- Oval[14]

### Musei
Salisburgo ospita i seguenti musei:
- Museo di Salisburgo
- Rupertinum, museo di arte moderna di proprietà del Land Salisburgo.
- Casa della Natura
- Museo "Stille Nacht"
- Museo all'Aria Aperta
- Museo del Duomo
- Museo della Modernità (Mönchsberg)
- Casa natale di Mozart
- Museo dei burattini

### Manifestazioni regolari
A Salisburgo si trovano molteplici festival:
- festival di Salisburgo, durante l'estate
- festival di Pasqua, dal 1967 come appendice del festival di Salisburgo
- festival internazionale "SZENE"
- festival di Pentecoste
- festival di KUNST(st)OFF
- TotalImprOFFisiert
- festival di Open Mind
- Winterfest
- festival di literatura
- festival di Literaturhaus
- Slamlabor
- Poetry Slam

### Specialità culinarie
Come specialità culinarie a Salisburgo si hanno:
- "Palle di Mozart" (Mozartkugeln), praline ripiene alla crema di pistacchio
- Salzburger Nockerln, una sorta di meringa
- Pinzgauer Kasnockn, gnocchetti di farina e formaggio filante in padella con cipolle abbrustolite ed erba cipollina
- Salzburger Biersuppe, zuppa con birra, miele e noce moscata con panna in cui vengono aggiunti dadini di pane abbrustolito ed erba cipollina
- Salzburger Bierfleisch, carne di manzo cotta nella birra
- Bauernschmaus, diversi tipi di carne,arrosto e lessa, + wurstel accompagnati da una "Knodel" e i crauti caldi
- "Knödel", usualmente sferiche ma anche a fette,con ammasso di patate e uova o pane raffermo e uova, semplici oppure ripiene (a seconda dei gusti e pietanze) di speck o wurstel ma anche per chi ama il dolce di albicocche e/o prugne
- Kaspressknödel, tipiche del Pinzgau, fatte con farina, uova, pane raffermo e formaggio tipico (Bierkäse) da mangiare o in brodo di manzo oppure in padella accompagnate da cipolle abbrustolite, crauti e speck
- Kaiserschmarrn, letteralmente "pazzia dell'imperatore", tipica ricetta di uova e farina inzuccherate in padella con aggiunta di uva passa
- Krautspatzen, letteralmente "passerotti di crauti", gnocchetti di farina e uova mischiati con il latte, da insaporire con crauti, speck e noce moscata
- Gröstel, pezzi di Knödel passati in padella con uova e speck ma esistono diverse varianti con aggiunta di patate e/o ritagli di carne
- "Krapfen", ciambelle fritte di pasta lievitata, sia dolci zuccherate e ripiene di marmellate varie o salate da accompagnare con crauti caldi
- Pesce di lago di vario tipo come trote, carpe o pesce salmerino, il più comune è la trota alla mugnaia (Forelle Müllnerin)
- Birra

## Clima
| Salisburgo          | Mesi | Mesi | Mesi | Mesi | Mesi | Mesi | Mesi | Mesi | Mesi | Mesi | Mesi | Mesi | Stagioni | Stagioni | Stagioni | Stagioni | Anno  |
| Salisburgo          | Gen  | Feb  | Mar  | Apr  | Mag  | Giu  | Lug  | Ago  | Set  | Ott  | Nov  | Dic  | Inv      | Pri      | Est      | Aut      | Anno  |
| ------------------- | ---- | ---- | ---- | ---- | ---- | ---- | ---- | ---- | ---- | ---- | ---- | ---- | -------- | -------- | -------- | -------- | ----- |
| T. max. media (°C)  | 2,7  | 5,0  | 10,1 | 14,6 | 19,6 | 22,6 | 24,4 | 23,8 | 20,2 | 14,4 | 7,4  | 3,4  | 3,7      | 14,8     | 23,6     | 14,0     | 14,0  |
| T. min. media (°C)  | −5,1 | −4,2 | −0,6 | 3,1  | 7,6  | 10,8 | 12,3 | 12,0 | 8,6  | 4,1  | 0,1  | −3,3 | −4,2     | 3,4      | 11,7     | 4,3      | 3,8   |
| Precipitazioni (mm) | 67   | 62   | 76   | 88   | 117  | 158  | 158  | 142  | 93   | 75   | 78   | 77   | 206      | 281      | 458      | 246      | 1 191 |

## Sport
Salisburgo è sede di varie società sportive:
- Salzburger Athletiksport-Klub 1914 (la più antica polisportiva cittadina)
- Red Bull Salzburg (calcio)
- Sportverein Austria Salzburg (calcio)[18]
- Eishockeyclub Red Bull Salzburg (hockey su ghiaccio)
- Eishockeyclub The Ravens Salzburg (hockey su ghiaccio femminile)
- Salzburg Bulls (football americano)
- Polizeisportverein Salzburg (la polisportiva della polizia, nota per la squadra di pallavolo)
- Salzburger Landesskiverband[19]

È inoltre sede della Salzburger Fussballverband, la federazione calcistica del Salisburghese.
A Salisburgo sono state organizzate alcune gare di sci di fondo e di snowboard valide per le rispettive Coppe del Mondo.
A Salisburgo si sono svolti i Campionati del mondo di ciclismo su strada del 2006, vinti per la corsa in linea maschile Elite dall'atleta italiano Paolo Bettini. 

## Amministrazione

### Gemellaggi
Salisburgo è gemellata con le seguenti città:
- Reims, dal 1964
- Atlanta, dal 1967
- Verona, dal 1973[21]
- León, dal 1984
- Singida, dal 1984
- Busseto, dal 1988
- Vilnius, dal 1989
- Dresda, dal 1991
- Kawasaki, dal 1992
- Lagos
- Merano, dal 2000
- Shanghai, dal 2004
- São João da Madeira, dal 2008

## Infrastrutture e trasporti

### Ferrovie
La città è situata sulla Westbahn (linea ferroviaria dell'ovest, proveniente da Vienna); vi convergono inoltre linee ferroviarie che la collegano con Monaco di Baviera, Innsbruck e Villaco. La stazione centrale è una delle più frequentate del paese. Due volte al giorno vi sostano i treni ad alta velocità (InterCityExpress e Railjet).
La città possiede un sistema di trasporto suburbano, la S-Bahn di Salisburgo:
| S1  | Salzburg Hbf–Bürmoos–Lamprechtshausen                          |
| S11 | Salzburg Hbf–Bürmoos–Ostermiething                             |
| S2  | Salzburg Hbf–Straßwalchen (–Attnang-Puchheim)                  |
| S3  | Berchtesgaden–Freilassing–Salzburg Hbf–Hallein–Golling-Abtenau |

### Aereo
L'aeroporto di Salisburgo (Salzburg Airport W. A. Mozart), con un transito di circa 1,88 milioni di passeggeri all'anno, è il secondo aeroporto più importante dell'Austria. Offre voli giornalieri verso Francoforte, Vienna, Londra, e anche frequenze a Amsterdam, Berlino, Zurigo, Dublino e Charleroi nonché numerosi voli charter turistici. L'aeroporto dista circa 2 km dalla città di Salisburgo. L'aeroporto di Salisburgo (SZG) offre voli interni, internazionali e voli a lunga percorrenza. Le compagnie low-cost e altre offrono voli per SZG (p.es. Aer Lingus, Air Berlin, Cimber Air, Condor, easyJet, flybe, GermanWings). Mezzi pubblici da/per l'aeroporto (Bus no. 2: Salisburgo stazione ferroviaria - Salisburgo aeroporto, ÖBB Postbus: Bus no. 260, Bus n. 180). Servizi aeroportuali si trovano presso l'aeroporto (p.es. ufficio di cambio, armadietti portabagagli).

### Trasporto pubblico urbano
Le linee principali del trasporto pubblico della città sono servite da filobus; le linee secondarie sono effettuate con autobus. La rete filoviaria si sviluppa lungo 117,3 km di rete.

## Educazione

### Media
La città di Salisburgo è sede di vari periodici a stampa, emittenti radiofoniche e televisive.

#### Stampa
- Con una tiratura media di circa 90 000 copie, Salzburger Nachrichten è il primo quotidiano nello stato di Salisburgo e il decimo a livello nazionale. Fondato nel 1945 dalle forze di occupazione americane come strumento di propaganda, è rimasto per anni sotto il controllo di Washington[23]. Il quotidiano è stampato in due diverse edizioni, una regionale e una destinata alla distribuzione nazionale[24].
- Apropos è un giornale di strada a pubblicazione mensile. Il periodico è stato fondato nel 1997 con il nome Asfalter, cambiato nel 2003 in favore di quello attuale. La tiratura media è di circa 12 000 copie[25].

#### Radio
- Radio Salzburg è una stazione radiofonica pubblica a copertura regionale. È stata fondata nel 1960 come parte del canale Ö2, un network composto da nove emittenti regionali appartenenti alla radiotelevisione nazionale austriaca ORF.
- Antenne Salzburg è una stazione commerciale in onda dal 1995. Dopo Antenne Steiermark è la più vecchia emittente radiofonica privata in Austria.
- Radiofabrik è la più importante community radio dell'Austria occidentale. La radio è nata nel 1998 dalle ceneri della radio pirata Radio Bongo 500.